# Загоре
Заго́ре (болг. Загоре) — село в Старозагорській області Болгарії. Входить до складу общини Стара Загора.

## Населення
За даними перепису населення 2011 року у селі проживали 922 особи.
Національний склад населення села:
| Національність   | Кількість осіб | Відсоток |
| ---------------- | -------------- | -------- |
| болгари          | 571            | 70,5%    |
| цигани           | 236            | 29,1%    |
| Всього відповіли | 810            |          |

Розподіл населення за віком у 2011 році:
Динаміка населення: